# Superorganismus
Ein Superorganismus oder Supraorganismus ist eine Gruppe von sich synergetisch verhaltenden Organismen derselben Art, die genetisch hochgradig miteinander verwandt sind und sich selbst organisieren. In Abgrenzung wird eine Gemeinschaft von sich synergetisch verhaltenden Organismen verschiedener Arten als Holobiont bezeichnet.

## Konzept
Ein Superorganismus oder Supraorganismus zeigt in der Beobachtung seiner komplexen Verhaltensweisen Eigenschaften, die sich nur aus dem Zusammenwirken der Verhaltensweisen seiner Individuen erklären lassen. Besonders von Interesse ist, dass ein großer Teil seiner Individuen von Fortpflanzung ausgeschlossen bleibt. Etwas ähnliches zeigt sich auch bei vielzelligen Organismen, deren verschiedenen Zellen dasselbe Erbgut tragen, sich aber in ihren Funktionen unterscheiden und nur die Zellen der Keimbahn an der Fortpflanzung teilnehmen können (vgl. Muskelzelle, Nervenzelle, Gamet).
Das Phänomen Superorganismus oder Supraorganismus beschreibt im Rahmen der Evolutionstheorie ein evolutionäres Stadium mit wechselseitiger Anpassung in sozialen Familien-Einheit eusozialer Tiere, in der die Arbeitsteilung hoch spezialisiert ist und in der die Individuen nicht in der Lage sind, über längere Zeit allein zu überleben. Es ist im Laufe der Evolution mehrmals unabhängig entstanden. Damit dieses evolutionsbiologische Stadium entstehen konnte, muss es einen Selektionsvorteil besessen haben. Superorganismen neigen zu Homöostase, Potenzgesetz-Skalierung, anhaltendem Ungleichgewicht und emergenten Verhaltensweisen.
Das klassische Beispiel für einen „Superorganismus“ ist der Ameisenstaat: Jede Ameise ist theoretisch auch einzeln überlebensfähig, denn sie verfügt über alle Organe, die eigenständige Insekten zum Überleben benötigen. Tatsächlich haben sie sich aber spezialisiert, sodass sie nur in der Gemeinschaft – im Staat – langfristig überleben können: Wenige sind für die Fortpflanzung zuständig, die meisten anderen beschaffen Nahrung, beschützen die Gemeinschaft vor Feinden oder pflegen die Brut. Das Zusammenwirken all dieser spezialisierten Handlungsweisen resultiert in einer höheren Komplexität: bei Ameisenstaaten wird daher auch eine sogenannte kollektive Intelligenz vermutet.
Eine simplere Form von sich synergetisch verhaltenden Organismen sind z. B. Schwärme. Diese bewegen sich vor allem in einer Gemeinschaft, um Feinden eine geringere Angriffsfläche zu bieten. In einem sich bewegenden Schwarm ist es erheblich schwerer, eine Beute auszumachen, zu verfolgen und zu erjagen, als bei sich allein bewegenden Individuen.

## Geschichte
Der Begriff „Superorganismus“ wurde 1910 von dem US-amerikanischen Biologen William Morton Wheeler geprägt, und zwar auf der Grundlage seiner Arbeiten an Ameisen.

## In Anthropologie und Kosmologie
Alfred Kroeber übertrug das Konzept des Superorganismus auf die menschliche Kultur.
Carsten Bresch schlug die Bezeichnung MONON für den emergierenden planetarischen Superorganismus vor, als „das Resultat der abschließenden, alles-umfassenden Integration der Evolution eines Planeten.“